# Trespasser
Trespasser (с англ. — «Нарушитель») — компьютерная игра по мотивам серии фильмов «Парк юрского периода». Её разработкой занималась студия DreamWorks Interactive, работу курировал Стивен Спилберг.

## Игровой процесс
Trespasser — это игра на выживание с максимальной атмосферой погружения. Мир, в котором оказывается Энн, огромен. Количество переносимого оружия ограничено; приходится постоянно искать новое, так как патроны заканчиваются очень быстро. Перезаряжать оружие невозможно. Интерфейс — минимален. Количество оставшихся патронов героиня считает вслух. Уровень её здоровья указан наливающейся кровью татуировкой на груди. Прицелов нет, целиться приходится используя прицельные приспособления самого оружия.
В качестве основного манипулятора выступает рука героини, которую можно вращать, как угодно. Используя физику игры, можно подбирать различные предметы, перемещать их, швырять и т. д. Таким образом динозавра можно, например, ударить палкой или сбросить ему на голову булыжник — способы борьбы с монстрами максимально приближены к реальности. Реалистична также и подверженность Энн травмам: она легко ломает ноги, упав с обрыва, истекает кровью, роняет оружие на бегу и т. д.
Динозавры также реалистичны. Они удирают, получив серьёзные ранения, проводят обманные манёвры и скоординированные атаки, выбирают оптимальную добычу (если рядом пасётся большой травоядный динозавр, то хищники скорее всего забудут про Энн и займутся им). Ящеры сражаются друг с другом за добычу и территорию, причём исход этих сражений непредсказуем — сказывается проработанный интеллект компьютерных монстров. Гораздо чаще приходится применять хитрость и логику, нежели грубую силу и меткость стрельбы. Это одна из немногих игр, где нужно полагаться на слух. Часто приближение динозавра выдают только его шаги или же тихое рычание.
Несмотря на линейность, игра может проходиться по-разному в зависимости от сноровки игрока. Например, вместо поиска ключей для электронных замков можно натаскать мусор к непроходимому забору и перебраться через препятствие.
На протяжении игры игроку встречается множество отсылок к фильмам и книгам серии, сообщается множество фактов из истории парка.

## Сюжет
События игры разворачиваются на Территории Б (где происходит действие второго фильма о Парке). Главная героиня по имени Энн выживает после авиакатастрофы и оказывается на краю острова, заселённого динозаврами. С этого момента начинается её борьба за выживание. До наступления сумерек она должна найти радио и вызвать подмогу.

## Разработка
Разработку игры инициировали два бывших работника Looking Glass Technologies Шеймус Блэкли и Остин Гроссман. Ожидая успех предстоящего фильма Парк юрского периода: Затерянный мир, разработчики получили права на игру по франшизе и подписали контракт на разработку Trespasser с компанией DreamWorks Interactive.
Разработка постоянно страдала от недостатка финансирования и переработок. Первоначально планировалось, что игра выйдет осенью 1997 года, однако из-за возникающих технических проблем релиз был перенесен на год. Постоянные проблемы с издателем, который подгонял разработку, привели к тому, что игра вышла неоптимизированной, обрезанной и технически незавершенной. Нехватка ресурсов и опыта команды привели к курьезным решениям в дизайне игры — например, у персонажа отсутствовала левая рука, потому что разработчики не смогли создать модель с двумя руками, работающими согласованно. Под конец разработки по настоянию издателя игра сменила жанр с survival horror на шутер от первого лица, к тому же у команды явно отсутствовал опыт работы с 3D-моделированием.
После производственного ада разработчики выпустили незаконченную игру, движок которой устарел к моменту выхода: за два года разработки появились первые 3D-ускорители для потребительского рынка, но их возможности по ускорению отрисовки трёхмерного окружения никак не использовались игрой. Многие технологии, как bump mapping и кеширование кадрового буфера, имели собственную реализацию и полагались на мощности процессора, а не ускорителя, из-за чего рендеринг картинки для игры в открытом мире часто страдал от недостаточной производительности. Начальная поддержка аппаратных ускорителей появилась только в конце разработки и её реализация также была парадоксальной: из-за большого количества текстур ускоритель не мог с ними справиться, из-за чего для аппаратного режима текстуры были более низкого качества, чем для программного. Это приводило к тому, что программный рендеринг работал быстрее и показывал более красивую картинку, чем аппаратный.
Несмотря на проблемы с производительностью, движок игры поддерживал множество инновационных технологий, включая отрисовку открытого мира с множеством объектов на карте, хотя движок явно с ним не справлялся. Другой примечательной особенностью стала использование ragdoll-физики в моделях динозавров. Также игра содержала физический движок, особенностью которого было детектирование коллизий объектов на основе кубов, которые имели все 3D-модели. Из-за его особенностей разработчикам пришлось отказаться от атак динозавров наскоком и не позволяли им находиться внутри зданий, иначе мог возникать риск застревания моделей друг в друге.
Движением моделей динозавров заведовал искусственный интеллект, но из-за нехватки времени при разработке их перемещения выглядели неуверенными и неестественными. ИИ моделей предполагал сложное поведение, основанное на «настроении» конкретного динозавра. В зависимости от «настроения» динозавр мог по-разному реагировать на действия игрока и даже сражаться со своими сородичами. Критические ошибки в алгоритме ИИ приводили к тому, что «настроение» менялось так быстро и радикально, что порой динозавры теряли всякий интерес к окружающей среде и «впадали» в апатию. Чтобы устранить эту проблему, в код было внесено быстрое исправление, которое выставляло агрессивную составляющую «настроения» на максимум при нулевых значениях других компонентов.

## Критика
| Сводный рейтинг       | Сводный рейтинг |
| Агрегатор             | Оценка          |
| --------------------- | --------------- |
| GameRankings          | 56,64 %         |
| Иноязычные издания    |                 |
| Издание               | Оценка          |
| AllGame               | [ 9 ]           |
| CVG                   | 1/10            |
| Edge                  | 2/10            |
| Game Informer         | 6,5/10          |
| GamePro               | [ 13 ]          |
| GameRevolution        | B-              |
| GameSpot              | 3,9/10          |
| IGN                   | 4,7/10          |
| PC Gamer (US)         | 62 %            |
| PC Zone               | 70 %            |
| Next Generation       | [ 19 ]          |
| Русскоязычные издания |                 |
| Издание               | Оценка          |
| «Игромания»           | [ 20 ]          |

Игра, заявленная перед выходом издателем как революционная, из-за огромного количества недоработок и проблем вызвала в основном отрицательные отзывы и провалилась в коммерческом плане — всего было распродано всего лишь около 50 тысяч копий с игрой. Абсолютное большинство критики вызвала слабая производительность графического движка игры, «тормозившего» даже на самых производительных компьютерах тех лет.
Множество изданий назвало игру «разочарованием года» и «худшей игрой года».
Однако, несмотря на заслуженную критику, вокруг игры появилось сообщество фанатов игры, которое за годы существования создавало программы-редакторы и модификации к игре. Сообществу также удалось получить исходный код игры, на базе которого были изданы многочисленные патчи и модификации.